# روباه‌ها (سرده)
روباه‌ها (نام علمی: Vulpes) نام یک سرده از تیره سگان است.

## گونه‌ها
- روباه قطبی (Vulpes lagopus)
- روباه بنگال (Vulpes bengalensis)
- شاه‌روباه (Vulpes cana)
- روباه دماغه (Vulpes chama)
- روباه ترکمنی (Vulpes corsac)
- روباه صحرا (Vulpes zerda)
- روباه توله (Vulpes macrotis)
- روباه رنگ‌پریده (Vulpes pallida)
- روباه شنی (Vulpes rueppellii)
- روباه سرخ (Vulpes vulpes)
- روباه تیزرو (Vulpes velox)
- روباه تبتی (Vulpes ferrilata)